# كاليجة منتجة
الكاليجة المنتجة (الاسم العلمي:Caligus productus) هي نوع من القشريات تتبع جنس الكاليجة من فصيلة الكاليجات.